# Star Wars: Rogue Squadron
Star Wars: Rogue Squadron (als Windows-Version auch bekannt als Star Wars: Rogue Squadron 3D) ist ein im Star-Wars-Universum angesiedeltes Action- und Shoot-’em-up-Spiel und der erste Teil der Rogue-Squadron-Reihe. Es wurde vom deutschen Entwicklungsstudio Factor 5 entwickelt und von LucasArts Ende des Jahres 1998 für das Betriebssystem Windows und Anfang 1999 für die Heimkonsole Nintendo 64 veröffentlicht.
Die Handlung spielt zwischen den Ereignissen der Star-Wars-Filme Episode IV – Eine neue Hoffnung und Episode V – Das Imperium schlägt zurück und nimmt Anleihen am Geschehen der Comicserie Star Wars: X-Wing Rogue Squadron. Der Spieler schlüpft dabei in die Rolle des Rebellen Luke Skywalker, einem Kommandanten der Renegatenstaffel (engl.: Rogue Squadron), und hat insgesamt sechzehn Missionen verschiedenster taktischer Ausrichtung erfolgreich zu absolvieren.
Die Kritiken zu Star Wars: Rogue Squadron fielen insbesondere wegen der fortschrittlichen technischen Umsetzung im grafischen Bereich, beispielsweise durch neuartige Partikeleffekte, überwiegend positiv aus und gipfelten in verschiedenen Preisnominierungen und der Auszeichnung mit dem Origins Award in der Kategorie Bestes Actionspiel 1998 durch die renommierte Academy of Adventure Gaming Arts and Design.
Das Spiel entwickelte sich rasch zu einem Verkaufsschlager. Bis August 1999 wurden etwa eine Million Exemplare des Spiels abgesetzt. Im Jahr 2001 erschienen mit Star Wars: Rogue Squadron II – Rogue Leader ein direkter Nachfolger für den Nintendo GameCube sowie mit Star Wars: Episode I: Battle for Naboo ein sehr ähnliches Spiel für Windows und Nintendo 64.

## Handlung
Die Handlung des Spiels ereignet sich während des Galaktischen Bürgerkriegs. Das Galaktische Imperium, eine autokratische Regierung, beherrscht zwar nominell die gesamte Galaxie, doch auf einigen Welten formiert sich Widerstand gegen die Fremdherrschaft. Dieser Widerstand hat sich zur Rebellen-Allianz zusammengeschlossen. Im Fokus des Spiels stehen die Sternjägerpiloten, genauer die Renegatenstaffel, die aus den besten Piloten der Allianz besteht und unter dem Kommando von Luke Skywalker steht.
Das Spiel beinhaltet 16 Missionen, die in vier Kapitel unterteilt sind. Jedes Kapitel wird eingeleitet durch einen Einführungstext, der denen aus den Filmen nachempfunden ist. Weitere Missionsdetails erhält der Spieler durch Einsatzbesprechungen und Zwischensequenzen.
Die Kampagne beginnt mit einem Erkundungsflug auf dem Wüstenplaneten Tatooine, bei dem die Renegatenstaffel überraschenden Kontakt mit imperialen Truppen hat, die den lokalen Raumhafen angreifen. Nach dem Sieg über die Angreifer führt die Staffel zwei Eskortierungs- und Rettungsmissionen durch. Anschließend wird sie nach Corellia geschickt, wo sie Patrouillenflüge durchführen soll, während sich ein Gesandter der Allianz mit einem Überläufer des Imperiums trifft. Das Imperium führt während der Verhandlungen mehrere Angriffe durch, um den Überläufer auszuschalten. Der Renegatenstaffel gelingt es jedoch die Stadt bis zum Ende der Verhandlungen zu verteidigen. Im Anschluss führt sie gemeinsam mit einer Bomberstaffel eine Mission auf dem Planeten Gerrard V durch, wo ein imperialer Gouverneur die Hauptstadt der Welt plündert. Das Ziel der Allianz ist es, die Fähren außer Gefecht zu setzen, die die erbeuteten Stücke transportieren. Bei dem Einsatz gelingt es den Rebellen, die imperiale Pilotin Kasan Moor abzuschießen. Da diese bereits länger mit dem Gedanken spielte, den Rebellen beizutreten, schließt sie sich ihnen im Anschluss an.
Anschließend führen die Rebellen drei Angriffe auf imperiale Stützpunkte in der Galaxis durch. Informationen über diese Stützpunkte haben sie von Kasan Moor. Bei der dritten Angriffsmission, einem Angriff auf eine Abhörstation, gerät ein Teil der Renegatenstaffel in einen Hinterhalt, wird von imperialen Jägern abgeschossen und anschließend gefangen genommen. Die übrigen Piloten der Staffel führen anschließend eine Befreiungsaktion durch, bei der ihre Kameraden sowie weitere Rebellensympathisanten befreit werden können.
Nach dieser Mission richtet die Allianz ihre Aufmerksamkeit auf den imperialen Gouverneur Moff Seerdon, der einen Angriff auf Thyferra plant, eine für die Allianz strategisch bedeutende Welt. Um diesen zu schwächen, operiert die Renegatenstaffel in seinem Zuständigkeitsbereich und richtet dort beträchtlichen Schaden an. Sie geraten jedoch in einen Hinterhalt, der sie Zeit kostet, die der Gouverneur für die Besetzung von Thyferra nutzt. Die Rebellen führen einen schnellen Gegenangriff, bei dem sie die Welt befreien und den imperialen Gouverneur mit seiner Fähre abschießen können.
Nach dem Abschluss dieser Mission endet die reguläre Kampagne von Star Wars: Rogue Squadron. Es beginnt im Anschluss das vierte Kapitel, das mehrere Jahre nach der eigentlichen Handlung des Spiels stattfindet. Dieses Kapitel besteht aus lediglich einer Mission: Der Verteidigung des Planeten Mon Calamari, der vom Imperium angegriffen wird. Der Staffel, die inzwischen der frühere stellvertretende Befehlshaber Wedge Antilles kommandiert, gelingt es, die Angreifer abzuwehren und den Planeten zu sichern.

## Spielprinzip

### Allgemein
In Rogue Squadron übernimmt der Spieler die Rolle des Kampfpiloten Luke Skywalker. Als Mitglied der Renegatenstaffel, einer Elitestaffel, steuert er verschiedene aus den Filmen bekannte Sternjäger über die Oberflächen einiger ebenfalls bekannter Planeten. Mit dem Mehrzweckjäger X-Wing, dem Bomber Y-Wing oder dem Luftüberlegenheitsjäger A-Wing kämpft er dabei gegen feindliche Truppen. Die dem Spieler zur Verfügung stehenden Sternjäger unterscheiden sich in Geschwindigkeit, Wendigkeit, Panzerung und Bewaffnung. Das Head-up-Display zeigt eine Radarkarte mit Höhenangabe, einen Schadensmesser für den jeweiligen Sternjäger und den Munitionsvorrat.
Die Steuerung der Raumschiffe orientiert sich insbesondere in Hinblick auf die technische Umsetzbarkeit für Spielkonsolen stark an der von Arcade-Spielen. Damit ist sie eher action- als realismusorientiert und weniger komplex als diejenige von X-Wing vs. TIE Fighter. Das dabei vermittelte Spielgefühl entspricht in etwa dem der beiden Teile von Star Wars: Rebel Assault und dem der Flugsequenzen aus Schatten des Imperiums.
Die im Spiel gestellten Aufgaben lassen sich in vier Hauptgruppen unterteilen: Rettungs-, Angriffs-, Evakuierungs- und Aufklärungsmissionen. Bei allen Missionen erhält der Spieler im Kampf gegen feindliche Luft- und Bodentruppen Unterstützung durch vom Computer gesteuerte Jagdstaffelmitglieder. Diese Einheiten werden in einigen Missionen zusätzlich um Bodeneinheiten erweitert, die ebenfalls computergesteuert sind. Einige Missionen bieten zudem die Möglichkeit, technische Aufrüstungen für den Sternjäger des Spielers freizuschalten. Dazu gehören beispielsweise verbesserte Waffensysteme, aber auch stärkere Panzerungen und Antriebseinheiten.
Erfüllt der Spieler beim Absolvieren einer Mission bestimmte Kriterien für die Missionszeit, die Zahl der abgeschossenen Gegner, die Zahl der beschützten verbündeten Einheiten, die Schussgenauigkeit und die Anzahl an gesammelten Aufrüstungen, so werden entsprechende Auszeichnungen in Form von Medaillen vergeben, durch deren Sammeln wiederum weitere Bonusinhalte freigeschaltet werden.

### Bonusinhalt
Rogue Squadron enthält eine Reihe von freischaltbaren Bonus-Objekten. Der Spieler kann drei zusätzliche Level freischalten, Beggar’s Canyon, Todessterngraben und Die Schlacht von Hoth. Diese Level werden zugänglich, wenn der Spieler alle Bronze-, Silber- oder Goldmedaillen erhalten hat. Anders als die Hauptmissionen des Spiels beziehen sich diese Bonus-Missionen auf Ereignisse, die in der Original-Trilogie stattfinden oder erwähnt werden.
Außerdem gibt es mehrere Bonus-Fahrzeuge. Unter anderem befindet sich ein Millennium Falcon, ein stark modifizierter Frachter, und ein TIE-Abfangjäger, ein weiterer Luftüberlegenheitsjäger, von Anfang an im Hangar des Spielers, diese können allerdings nicht ausgewählt werden. Die Fahrzeuge und zusätzlichen Levels werden durch das Erreichen aller Medaillen einer Kategorie freigeschaltet. Mit allen Bronze-Medaillen wird der Millennium Falcon freigeschaltet, mit allen Silber-Medaillen der TIE-Jäger und mit dem Erringen aller Gold-Medaillen wird es möglich einen Schneegleiter in allen Levels zu steuern. Die zusätzlichen Sternjäger werden für alle Level freigeschaltet, außer für diejenigen, in denen das Schleppkabel des Schneegleiters für das Bestehen der Mission notwendig ist.
Weitere Fahrzeuge sind nur auf Bonus-Ebenen verfügbar. In der Mission Beggar’s Canyon steuert man mit dem T-16 Skyhopper ein kaum bewaffnetes Aufklärungsflugzeug. Durch die Eingabe eines Cheat-Codes wird mit dem AT-ST ein Bodenfahrzeug freigeschaltet, den man in einem kleinen Areal testen kann. Ein weiteres Bonus-Fahrzeug ist ein Modell eines 1969 Buick Electra 225. Es basiert auf dem Fahrzeug des Sounddesigners des Spiels, Rudolph Stember. Es kann ebenfalls nur durch Cheat-Codes freigeschaltet werden, allerdings nur in der Nintendo-Version, da der entsprechende Code in der Windows-Version nicht funktioniert. Allerdings wurden von Fans Modifikationen der Spieldateien veröffentlicht, die diesen Fehler beheben.

## Entwicklungsgeschichte
Nach dem Erfolg des Spiels Schatten des Imperiums aus dem Jahr 1996 plante LucasArts einen Nachfolger. Zu der Zeit entwickelte das deutsche Entwicklerstudio Factor 5 eine Spiel-Engine zur Erstellung großer Geländekarten. LucasArts hatte bereits mit diesem Unternehmen erfolgreich zusammengearbeitet und beschloss, die neue Engine für ihr Spiel zu verwenden. Der Fokus des Spiels sollte auf dem Raumkampf liegen. Diese Richtung wurde gewählt in Anlehnung an ein Level aus Schatten des Imperiums, in dem der Spieler einen Luftgleiter während der Schlacht von Hoth fliegt. Rogue-Squadron- und Factor-5-Produktionsleiter Brett Tosti sagte:

“That whole scene was actually the genesis for Rogue Squadron because everybody said, ‘Why don’t you do a whole game like that?’ So we did.”

„Diese Szene war die Geburtsstunde von Rogue Squadron, da jeder sagte: ‚Warum macht ihr nicht ein ganzes Spiel auf diese Art?‘ Also haben wir es gemacht.“

Factor 5 stellte zunächst ein Konzept auf, in dem Spieler Missionen spielen sollten, die an die Lieblings-Action-Sequenzen der Star-Wars-Fans aus den originalen Filmen angelehnt waren. Dieser Vorschlag wurde jedoch abgelehnt. Lucasfilm wollte nicht, dass Videospiele direkt an die Filme angelehnt waren. Die Entwickler orientierten sich anschließend an den Handlungen der Comicserie Star Wars: X-Wing Rogue Squadron und entwarfen eine neue Handlung, die die bekannten Charaktere beinhalten sollte.

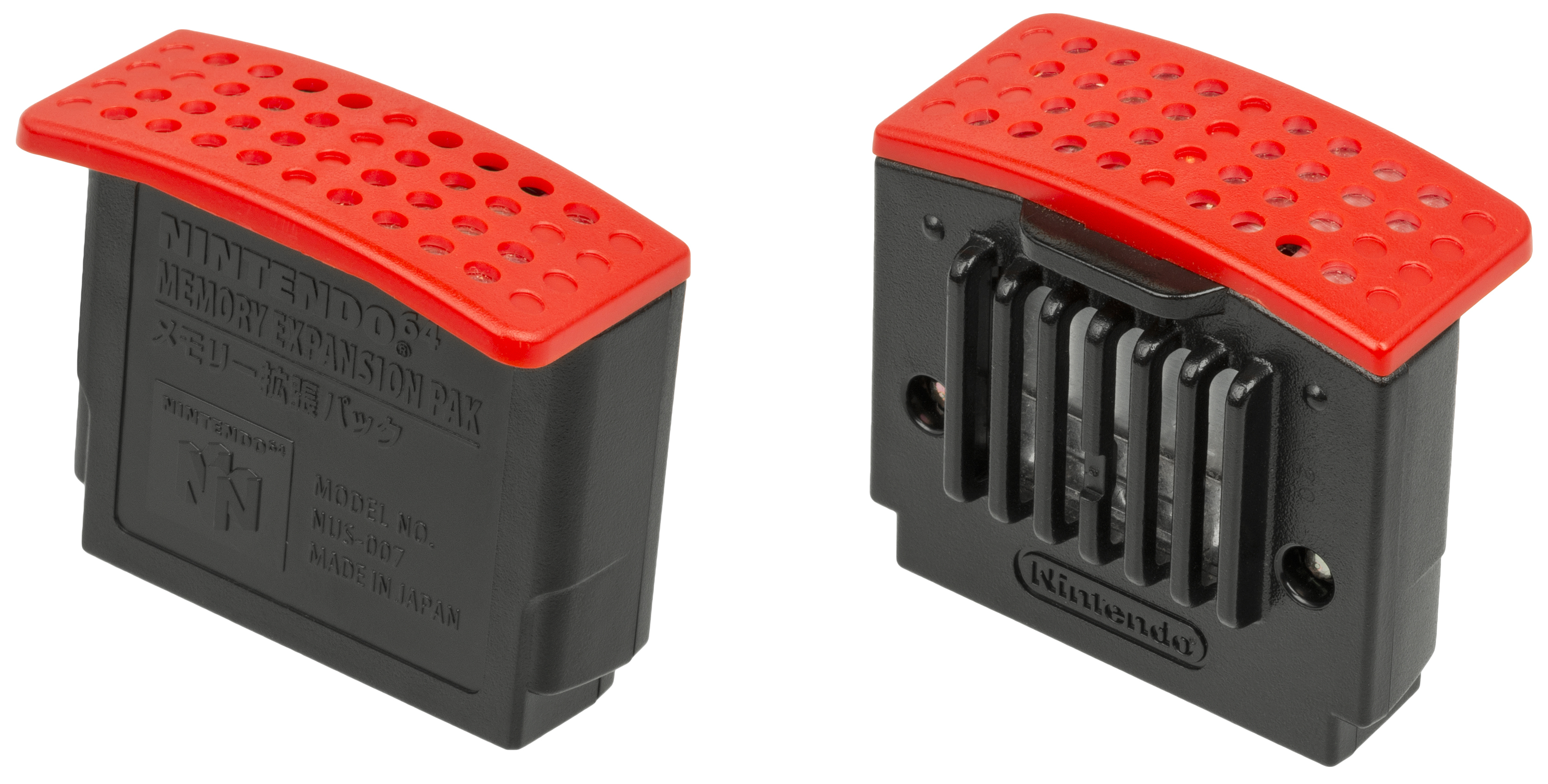
Das Expansion Pak des N64

Im Mai 1998 gab es auf der US-amerikanischen Spielemesse E3 eine erste Präsentation des Spiels. Zu diesem Zeitpunkt bestand es lediglich aus einem kleinen Level, in dem mehrere TIE-Jäger um einen unbewegten imperialen Läufer (All Terrain Armored Transport, kurz AT-AT) flogen. Der Spieler selbst steuerte einen Raumjäger und konnte die anderen Jäger angreifen. In das Spiel war noch keine KI implementiert, die Jäger flogen auf vorgegebenen Pfaden. Diese Präsentation wurde von den Entwicklern als Technik-Vorführung gesehen, die zeigen sollte, dass sie gute Höhenfelder erzeugen konnten. Das Publikum war von der Präsentation sehr angetan.

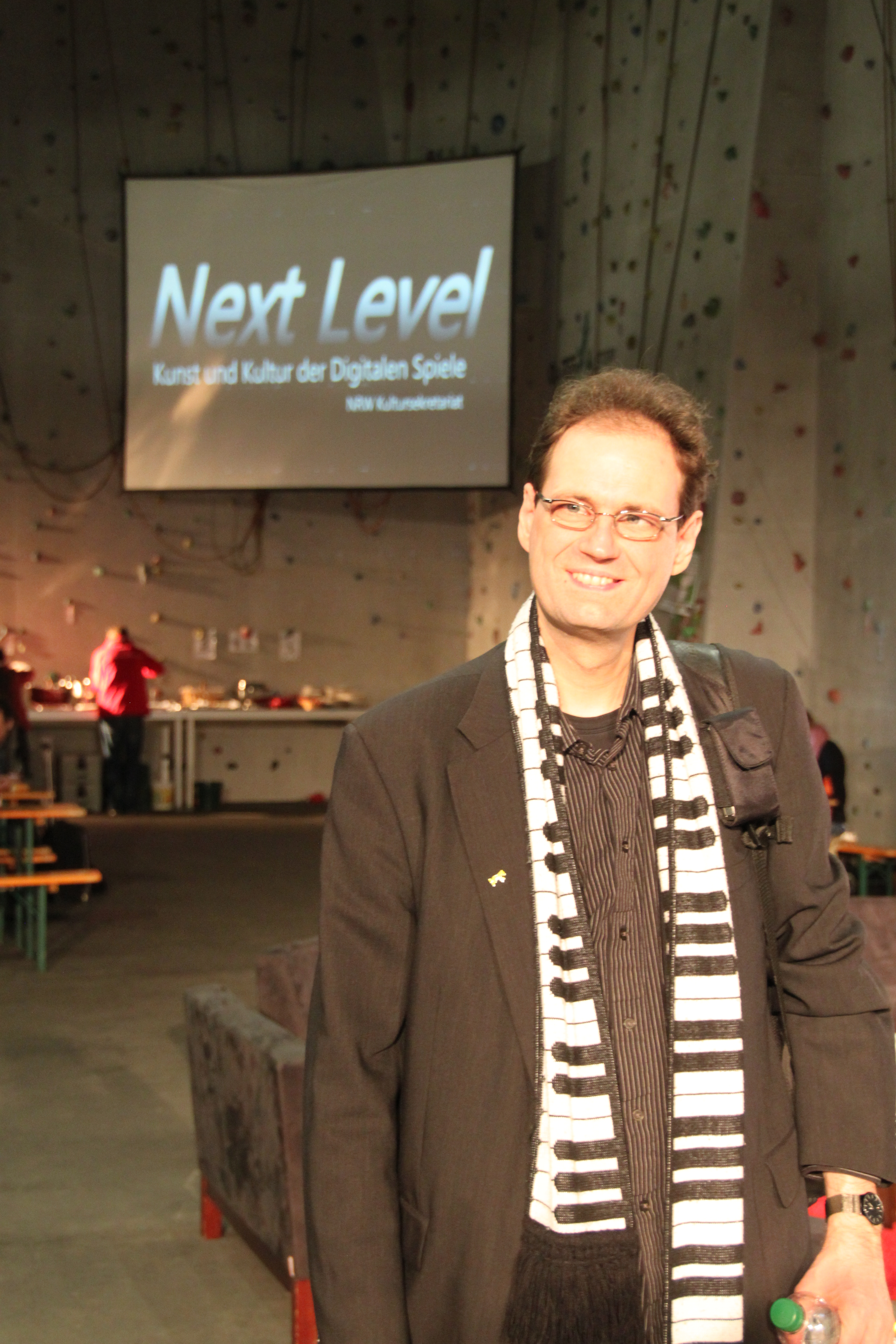
Chris Hülsbeck komponierte die Spielmusik.

Factor 5 plante für die Nintendo-64-Version auf ein Erweiterungsmodul zurückzugreifen, welches ermöglichte das Spiel in einer höheren Auflösung von 640 × 480 Pixeln anstatt lediglich mit 320 × 240 Pixeln darzustellen. Nintendo war zunächst zögerlich, da dieses nur für Hardware-Peripherie gedacht war. Doch nachdem Iguana Entertainment das Modul für das Spiel Turok 2: Seeds of Evil verwendete und das Ergebnis sichtlich besser war, erhielt auch Factor 5 die Erlaubnis. Mittels speziellem Code, der die Hardware-Limitationen der Nintendo 64 ausreizte, erzielte die Konsolenfassung eine für damalige Verhältnisse fortschrittliche Darstellungsqualität der Spielumgebungen. Diese Technik wurde auch im späteren Nintendo-64-Titel Battle of Naboo verwendet.
Der Soundtrack wurde, wie auch bei den Nachfolgern Rogue Leader und Rebel Strike, vom deutschen Computerspielekomponisten Chris Hülsbeck komponiert. Die Musik basiert jedoch wie in allen Star-Wars-Spielen auf John Williams’ Original-Soundtrack von Star Wars. Schwierigkeiten gab es bei der Kooperation mit Lucasfilm, die keine Tonspuren aus ihrer Aufnahmenbibliothek an das Entwicklerstudio weitergeben wollten. So gab das Unternehmen lediglich ein paar Audiospuren frei, die eine sehr geringe Qualität besaßen. Deswegen sahen sich die Entwickler gezwungen, Soundeffekte von VHS-Aufnahmen der Filme aufzunehmen. Als Sprecher für die englische Synchronisation wurden einige Schauspieler wie Raphael Sbarge oder Olivia Hussey verpflichtet.
Factor 5 plante außerdem, einen Bezug zu dem 1999 erscheinenden Film Die Dunkle Bedrohung herzustellen. Dazu bauten sie einen Naboo-N1-Jäger ein. Dieser konnte durch Eingabe eines Cheat-Codes freigeschaltet werden, der ein paar Monate nach der Veröffentlichung des Films bekannt gegeben wurde.

## Rezeption

### Rezensionen
Viele Magazine verglichen Star Wars: Rogue Squadron mit einem Vorbild der Entwickler, einem Level aus dem Spiel Shadows of the Empire, so beispielsweise der Autor Ryan Mac Donald Magazin GameSpot. Er lobte den außergewöhnlichen Umfang der Nintendo-64-Version, der sich in vielen gesprochenen Texten und Kommandos sowie in qualitativ hochwertigen Geräuschen, die den Filmen sehr nah seien, zeigen. Ebenfalls lobte er den großen spielerischen Umfang, der für Abwechslung sorge. Den einzigen Kritikpunkt stelle der Mangel an guter Musik dar. Die Qualität der im Spiel enthaltenen Musik sei wesentlich schlechter als die der übrigen Vertonung.
Scott Marriott von der amerikanischen Seite Allgame lobte die grafische Detaildichte sowie die Partikeleffekte. Die Lichteffekte seien ebenfalls überzeugend. Besonders bei Leveln, die nachts spielen, fallen diese auf. Etwas störend sei allerdings der übermäßige Gebrauch von Nebel, der die Sichtweite in allen Leveln unnötig verringere. Eine weitere Stärke des Spiels sei der Ton. Die Geräusche der Jäger und der Laser sei ähnlich gut wie in den Filmen. In spielerischer Hinsicht bewertete der Autor das Bewertungssystem als ein gutes Konzept, das für einen hohen Wiederspielwert sorgt.
Don St. John vom Magazin GamePro bewertete das Missionsdesign als äußerst kreativ und abwechslungsreich. Durch die Bewertung mit Medaillen werde auch für gute Langzeitmotivation gesorgt. Ebenfalls überzeuge die leicht zu erlernende Steuerung der Jäger, die dazu anreize, spektakuläre Flugmanöver durchzuführen. Als zentralen Kritikpunkt an Rogue Squadron führte der Autor das Fehlen eines Mehrspieler-Modus an. Ein solcher hätte laut John den Spielspaß noch um einiges verbessern können.
Peer Schneider vom Online-Magazin IGN lobte sehr das abwechslungsreiche Spielprinzip und die vielfältigen Missionen. Auch der Ton erntete Lob. Die Nintendo-Version des Spiels erhielt mehrere Auszeichnungen für den Ton: Best Sound of 1998, Best Overall Sound, Sound Effects und Best Voice. Auch die Ton-Kompressionstechnologie wurde ausgezeichnet, sie erhielt den Preis Best Audio Technology. Auch die Grafik der Nintendo-Version wurde insgesamt sehr positiv gesehen, während die Windows-Version grafisch, hauptsächlich die Modelle, nicht vollständig überzeugen konnten. Auch der Autor dieses Berichts störte sich am Fehlen des Mehrspieler-Modus.
Chris van der Storck von der auf Nintendo-Systeme spezialisierten Seite Nintendojo bezeichnete die Grafik als insgesamt gut, besonders die 3D-Modelle erwecken einen guten Eindruck. Lediglich die Umgebungstexturen wirken etwas eintönig. Dem Ton stand der Autor ähnlich positiv gegenüber wie die anderen Magazine, er bezeichnete ihn sogar als bislang besten Sound eines Spiels für die Nintendo-64-Konsole. Auch das Spielgeschehen überzeuge aus van der Storcks Sicht. Einen Makel sah der Autor allerdings darin, dass das Spiel keinen Mehrspieler-Modus besitze.

### Verkaufszahlen
Als Rogue Squadron Anfang Dezember 1998 veröffentlicht wurde, war die Nintendo-64-Version das zweitmeistverkaufte Spiel in der ersten Hälfte des Monats (hinter Nintendos The Legend of Zelda: Ocarina of Time). In Großbritannien wurde das Spiel Mitte Januar veröffentlicht und wurde ebenfalls das zweitmeistverkaufte Spiel des Monats. Im August 1999 wurde der Titel in Nintendos „Player-Choice“-Sammlung aufgenommen, eine Sammlung besonders erfolgreicher Titel. Die Windows-Version wurde als Teil der LucasArts Archive Series im Mai 2001 erneut veröffentlicht.
Allein in den USA wurden etwa 1,59 Millionen Exemplare des Spiels verkauft. Der Verkaufserfolg übertraf die Erwartungen der Entwickler deutlich. Der führende Entwickler Julian Eggebrecht sagte, das Spiel habe sich etwa 100-mal besser verkauft als irgendjemand erwartete. Die folgenden Rogue-Squadron-Titel wurden allerdings nur noch für den Nintendo GameCube, die Nachfolger-Konsole des Nintendo 64, entwickelt. Die Serie lief bis 2003, es wurden insgesamt noch zwei weitere Teile veröffentlicht. Sie bauen auf dem erfolgreichen Konzept von Teil 1 auf und besitzen eine ähnliche Handlung.